# David Griffiths (économiste)
Pour les articles homonymes, voir David Griffiths et Griffiths.
David Griffiths est un économiste coopératif australien qui a fourni un certain nombre de livres et d'articles sur le thème du chômage, de l'histoire mouvement coopératif de Victoria et de la « prise en charge sociale des coopératives » parmi d'autres sujets.